# 萨达沃市场

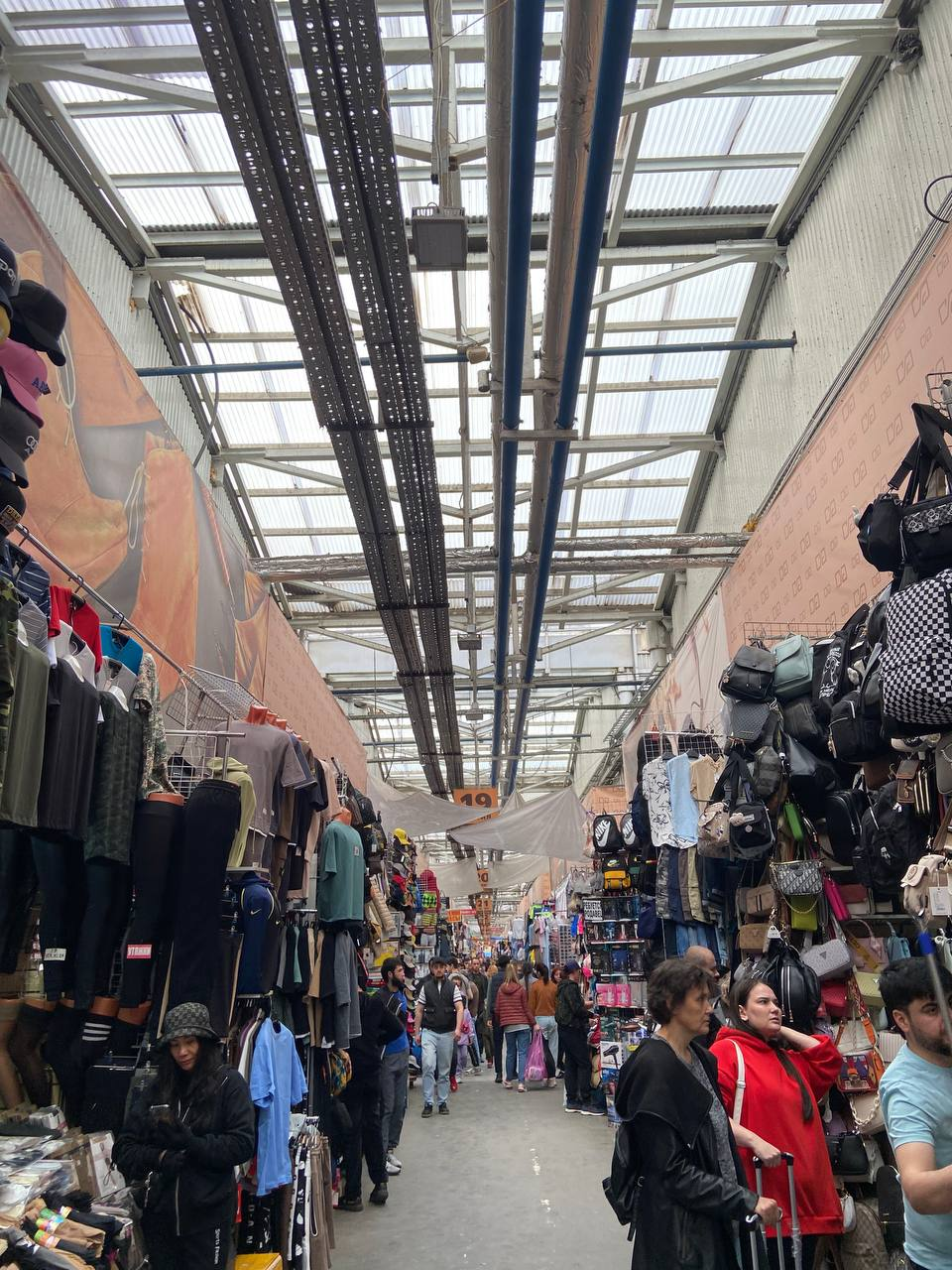
萨达沃市场

萨达沃市场是位於俄羅斯莫斯科东南行政区卡波特尼亚区的一个大型室内集市，占地40多公顷 。
萨达沃市场自1990年代開始形成。2021年，薩達沃市場的B楼投入使用  。2023年12月1日，萨達沃市场发生火灾 。